# 群英乡
群英乡，是中华人民共和国海南省陵水黎族自治县下辖的一个乡镇级行政单位。

## 行政区划
群英乡下辖以下地区：
芬坡村、光国村、群英村和祖空村。